# Bourecq
Bourecq és un municipi francès situat al departament del Pas de Calais i a la regió dels Alts de França. L'any 2007 tenia 530 habitants.

## Demografia

### Població
El 2007 la població de fet de Bourecq era de 530 persones. Hi havia 196 famílies de les quals 37 eren unipersonals (12 homes vivint sols i 25 dones vivint soles), 61 parelles sense fills, 82 parelles amb fills i 16 famílies monoparentals amb fills.
La població ha evolucionat segons el següent gràfic:
Habitants censats

### Habitatges
El 2007 hi havia 222 habitatges, 202 eren l'habitatge principal de la família, 1 era una segona residència i 18 estaven desocupats. 216 eren cases i 4 eren apartaments. Dels 202 habitatges principals, 163 estaven ocupats pels seus propietaris, 34 estaven llogats i ocupats pels llogaters i 5 estaven cedits a títol gratuït; 2 tenien una cambra, 3 en tenien dues, 18 en tenien tres, 52 en tenien quatre i 127 en tenien cinc o més. 147 habitatges disposaven pel capbaix d'una plaça de pàrquing. A 72 habitatges hi havia un automòbil i a 93 n'hi havia dos o més.

### Piràmide de població
La piràmide de població per edats i sexe el 2009 era:
| Homes | Edats   | Dones |
| ----- | ------- | ----- |
| 0     | 95 o +  | 0     |
| 0     | 90 a 94 | 0     |
| 0     | 85 a 89 | 4     |
| 4     | 80 a 84 | 8     |
| 4     | 75 a 79 | 8     |
| 16    | 70 a 74 | 20    |
| 8     | 65 a 69 | 8     |
| 20    | 60 a 64 | 8     |
| 12    | 55 a 59 | 24    |
| 20    | 50 a 54 | 20    |
| 32    | 45 a 49 | 20    |
| 12    | 40 a 44 | 12    |
| 20    | 35 a 39 | 12    |
| 8     | 30 a 34 | 20    |
| 20    | 25 a 29 | 20    |
| 12    | 20 a 24 | 16    |
| 16    | 15 a 19 | 12    |
| 12    | 10 a 14 | 4     |
| 12    | 5 a 9   | 16    |
| 8     | 0 a 4   | 24    |

## Economia
El 2007 la població en edat de treballar era de 330 persones, 236 eren actives i 94 eren inactives. De les 236 persones actives 205 estaven ocupades (118 homes i 87 dones) i 30 estaven aturades (18 homes i 12 dones). De les 94 persones inactives 25 estaven jubilades, 21 estaven estudiant i 48 estaven classificades com a «altres inactius».

### Ingressos
El 2009 a Bourecq hi havia 203 unitats fiscals que integraven 543 persones, la mediana anual d'ingressos fiscals per persona era de 14.427 €.

### Activitats econòmiques
Dels 11 establiments que hi havia el 2007, 1 era d'una empresa de fabricació d'altres productes industrials, 4 d'empreses de construcció, 3 d'empreses de comerç i reparació d'automòbils, 1 d'una empresa d'hostatgeria i restauració i 2 d'empreses immobiliàries.
Dels 2 establiments de servei als particulars que hi havia el 2009, 1 era una lampisteria i 1 restaurant.
Dels 3 establiments comercials que hi havia el 2009, 1 era un hipermercat i 2 carnisseries.
L'any 2000 a Bourecq hi havia 10 explotacions agrícoles que ocupaven un total de 329 hectàrees.

## Equipaments sanitaris i escolars
El 2009 hi havia una escola elemental integrada dins d'un grup escolar amb les comunes properes formant una escola dispersa.

## Poblacions més properes
El següent diagrama mostra les poblacions més properes.